# آقامیرزااوبه‌سی
آقا میرزا اوباسی (به ترکی آذربایجانی: Agamirza obasi) یک منطقهٔ مسکونی در جمهوری آذربایجان است که در شهرستان شابران واقع شده‌است. این منطقه دارای چشمه های فراوان است